# Переспа (Люблінське воєводство)
Переспа (пол. Perespa) — село в Польщі, у гміні Тишівці Томашівського повіту Люблінського воєводства. Населення — 374 особи (2011).

## Історія

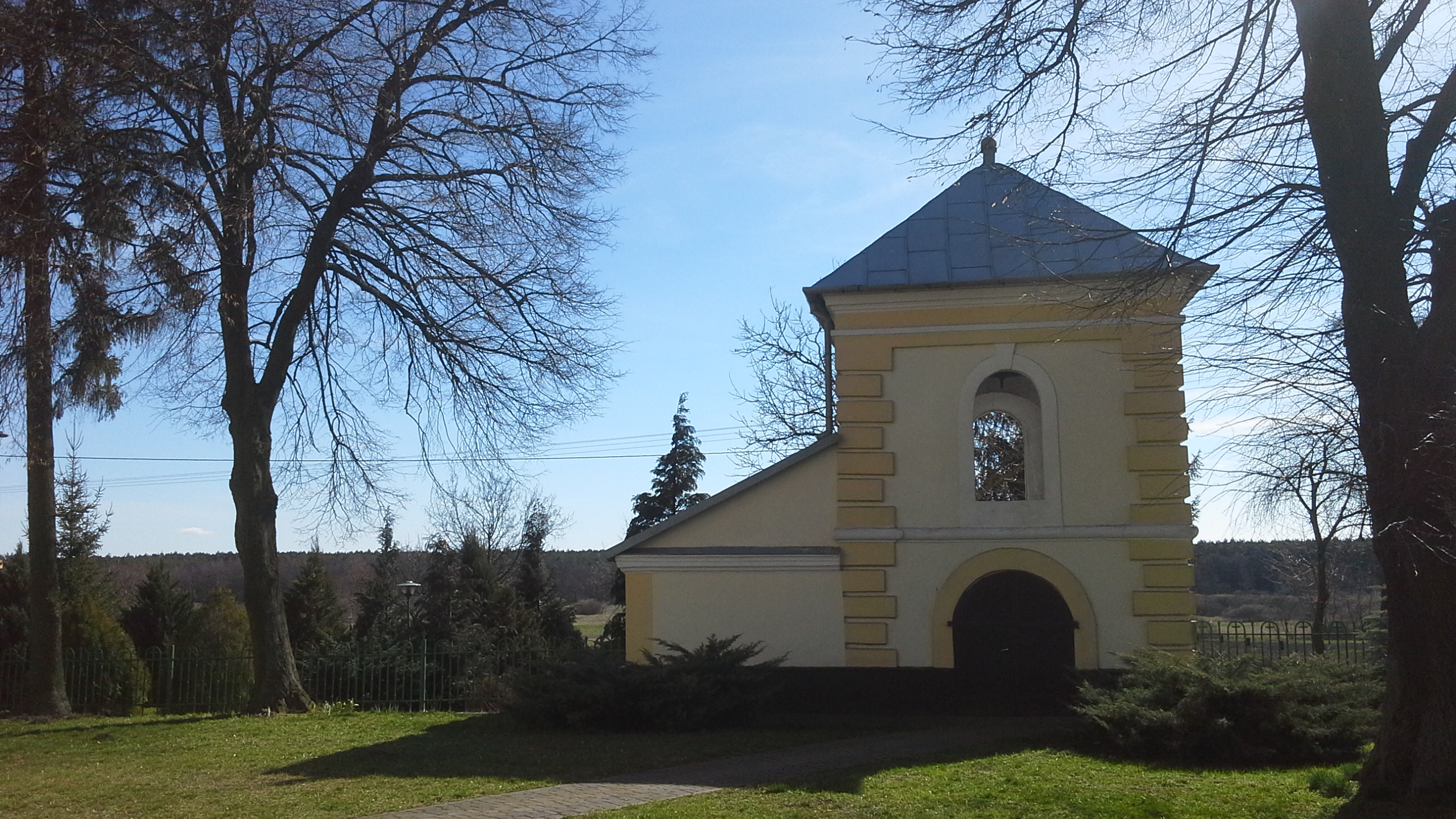
Дзвінниця

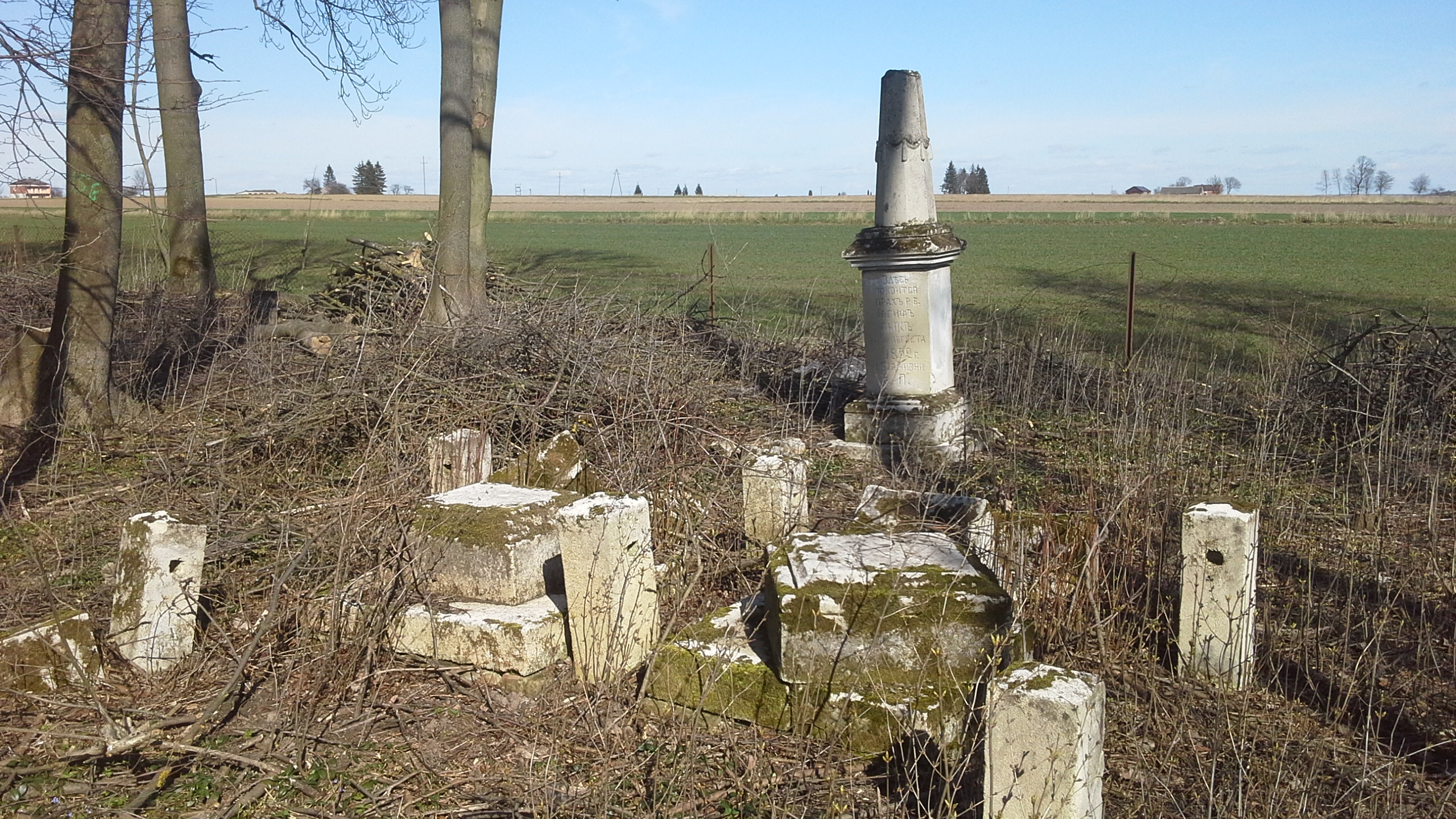
Православний цвинтар

1578 року вперше згадується православна церква в селі.
У 1807—1827 роках у селі зведено греко-католицьку церкву святого Архангела Михаїла. 1827 року біля храму побудовано дзвінницю. Після 1863 року церкву було закрито. 1872 року місцева греко-католицька парафія налічувала близько 500 вірян. У 1875 році греко-католицька церква почала діяли як православна.
У 1919 році польська влада перетворила місцеву православну церкву на римо-католицький костел. У 1939—1944 роках, за німецької влади, у селі працювала українська школа, а церква знову діяла як православна. У 1943—1944 роках польські шовіністи вбили в селі 20 українців.
У 1975—1998 роках село належало до Замойського воєводства.

## Населення
Демографічна структура станом на 31 березня 2011 року:
|          | Загалом | Допрацездатний вік | Працездатний вік | Постпрацездатний вік |
| -------- | ------- | ------------------ | ---------------- | -------------------- |
| Чоловіки | 189     | 55                 | 113              | 21                   |
| Жінки    | 185     | 35                 | 97               | 53                   |
| Разом    | 374     | 90                 | 210              | 74                   |

## Пам'ятки
- Римо-католицький костел, колишня православна церква (1807—1827)[3]
- Дзвінниця (1827)[3]
- Греко-католицький і православний цвинтар (XIX століття)[3]